# Julius Reubke
Julius Reubke (Hausneindorf (quartier de Selke-Aue), 23 mars 1834 – Pillnitz, 3 juin 1858) est un compositeur, pianiste et organiste prussien.

## Biographie
Fils du facteur d'orgues Adolf Reubke, il suit les cours de piano de Theodor Kullak au conservatoire de Berlin à partir de 1851. Recommandé par Hans von Bülow, il s'installe à Weimar en 1856 pour y étudier avec Franz Liszt dont il devient l'un des élèves favoris. Deux ans plus tard, au décès de Reubke, Liszt écrira dans une lettre de condoléances à son père : « Personne ne peut savoir plus intensément combien la perte de votre Julius est grande pour l'art sinon celui qui a suivi avec admiration ses nobles, constants et talentueux progrès de ces dernières années et qui lui gardera à jamais son amitié ».

## Œuvre
Julius Reubke, disparu à l'âge de seulement 24 ans des suites d'une tuberculose, nous laisse une œuvre réduite mais d'une qualité exceptionnelle. Sa Sonate pour piano en si bémol mineur (1857) et surtout sa Sonate pour orgue en ut mineur « Psaume 94 » comptent parmi les œuvres les plus remarquables du répertoire romantique du XIXe siècle. On y sent l'influence de son maître Liszt.
Quelques œuvres nous sont également parvenues : un Scherzo en ré mineur op. 3, et une mazurka, pièces pour piano, d'une part, un trio en mi mineur et un adagio (probablement une étude préliminaire pour le 2e mouvement de la grande sonate "Psaume 94") pour orgue d'autre part.
Les œuvres citées ci-dessus sont disponibles en enregistrements et sous forme de partitions.
Julius Reubke a également composé d'autres œuvres disparues : une ouverture pour orchestre, un choral pour orgue et des mélodies pour mezzo-soprano.

## Discographie
- Sonate pour orgue en ut mineur « Psaume 94 », Sonate pour piano en si-bémol mineur - Jean Guillou, orgue et piano (Augure AUG-1302)
- Sonate pour orgue en ut mineur « Psaume 94 », Sonate pour piano en si-bémol mineur - Martin Sander orgue ; Claudius Tanski, piano (Gold DG)
- Intégrale de l'œuvre d'orgue,  "L'Orgue du Roy", Christian Ott, orgue (IFO Organ)
- Sonate pour piano en si-bémol mineur, Mazurka, Scherzo ; Sonate pour orgue en ut mineur « Psaume 94 », Trio en mi-bémol majeur, Adagio en mi mineur - Mūza Rubackytė, piano ; Olivier Vernet, orgue (30-31 août 2017, Ligia)